# Freeway Rider’s MC
Der Freeway Rider’s MC wurde 1974 in Hagen gegründet und ist einer der ältesten deutschen Motorradclubs.

## Geschichte
Der Club wurde offiziell 1974 in Hagen gegründet. Es folgten kurz darauf weitere Clubhäuser in Gelsenkirchen, Bochum, Lüdenscheid und Herne. Das Emblem, das sogenannte Colour, ist seit 1977 ein geflügelter Totenkopf mit Hut.
Im Laufe der Jahre assimilierte der Club andere MCs, unter anderem die Blue Angels MC Essen, Animals MC Dinslaken, Dog Soldiers MC Essen, Blue Angels MC Bad Kissingen, Nightdrivers MC Bottrop, Road Runner MC Fulda, White Punks MC Bochum, MC Wesermünde, Flying Skulls MC Goch, Road Riders MC Moers, Road Riders MC Kamp Lintfort, Greif MC Hennef, Meadows Clan MC, Bruderschaft MC, den Biker-Haufen MC Ostfriesland den Kodiaks MC Bitterfeld sowie im Mai 2025 die Chapter Midland, Badland und G-Town des Underdogs MC.
2014 hatte er nach eigener Aussage 500 Member in 34 Chaptern und etwa 10 Jahre später im Jahr 2025 35 Chapter.
Zu den Supportern des Freeway Rider’s MC zählen der MC Free Wheels, die Free Gang und die 618 Crew.

## Kritik
In der Selbstdarstellung betont der Club, keine Outlaw Motorcycle Gang zu sein und verweist häufig auf seine sozialen Projekte. Den Mitgliedern ginge es lediglich um das Leben der Werte eines Rockers. Einzelne seiner Chapter treten in der Öffentlichkeit jedoch als 1%er-OMC auf. Im Zuge der Auseinandersetzung der verfeindeten Clubs Hells Angels und Bandidos 2013 bis 2016, in den Medien als Rockerkrieg bezeichnet, kam es auch bei Freeway Rider’s MC zu verschiedenen Ermittlungen und Durchsuchungen von Clubhäusern und Privatwohnungen.
Bei der Gründung des Chapters in Bremerhaven Anfang 2014 kam es zu Protesten der Bürger in Wut. Als die Bandidos 2016 in Hagen ansässig werden wollten, organisierte der Freeway Rider’s MC Proteste. Die Sicherheitskräfte vor Ort befürchteten jedoch erhebliche Ausschreitungen und führten im Umfeld massive Personenkontrollen durch.